# Fedorivka, Vîsokopillea
Fedorivka (în ucraineană Федорівка) este un sat în comuna Mala Șesternea din raionul Vîsokopillea, regiunea Herson, Ucraina.

## Demografie
Componența lingvistică a localității Fedorivka
     Ucraineană (99,35%)
     Alte limbi (0,65%)
Conform recensământului din 2001, majoritatea populației localității Fedorivka era vorbitoare de ucraineană (99,35%), existând în minoritate și vorbitori de alte limbi.